# Mladá garda (film)
Mladá garda (rusky: Молодая гвардия) je ruský (sovětský) dvoudílný válečný film natočený v roce 1948 podle románu Alexandra Fadějeva.

## Děj
Děj filmu vypráví o odbojové organizaci mladých komunistů a komsomolců s názvem Mladá garda, která za druhé světové války v roce 1942 bojovala proti nacistům v ukrajinském městě Krasnodon. Kopíruje děj stejnojmenné knihy, kterou napsal Alexandr Fadějev v roce 1945.

## Obsazení
Ve filmu dostala první příležitost celá řada významných ruských herců první poválečné generace, např. Vjačeslav Tichonov v menší roli Vladimira Osmuchina.
| Vladimir Ivanov     | Oleg Koševoj                |
| Inna Makarovová     | Ljubov Ševcovová            |
| Nonna Morďukovová   | Uljana Gromovová            |
| Sergej Gurzo        | Sergej Ťulenin              |
| Ljudmila Šagalovová | Valerija Borcová            |
| S. Romanov          | Ivan Turkenič               |
| Boris Biťukov       | Ivan Zemnuchov              |
| Guguli Mgeladze     | Džora Arťunanc              |
| G. Gorin            | Viktor Petrov               |
| Vjačeslav Tichonov  | Vladimir Osmuchin           |
| Klara Lučková       | Marina                      |
| Georgij Jumatov     | Popov                       |
| Tamara Makarovová   | Olegova matka               |
| Viktor Chochrjakov  | Velitel Procenko            |
| Sergej Bondarčuk    | soudruh Valko               |
| Grigorij Špigel     | Fenbong                     |
| Jevgenij Tětěrin    | Nacistický důstojník        |
| Jurij Jegorov       | Raiband                     |
| Georgij Šapovalov   | Solikovskij, velitel tábora |

## Produkce
Sergej Gerasimov natočil film na téma, které zpracovával již dříve nezávisle na Fadějevovi, tehdy na divadelní scéně. K filmu ale převzal jako podklad právě Fadějevovu knihu.
Některé scény se natáčely přímo v Krasnodonu, včetně klíčové scény závěru filmu - popravy mladogvardějců. Štáb zvolil noční čas a reálné místo u šachty č. 5. Pět let po událostech štáb doprovodily na místo davy lidí včetně mnoha pozůstalých. Když Vladimir Ivanov jako Oleg Koševoj pronesl svá slova na rozloučenou, někteří přítomní nezvládli pohnutí a ztráceli vědomí.
Po dokončení filmu musel Gerasimov přepracovat jeho druhou část, protože stranická umělecká komise kritizovala přílišnou plochu, věnovanou zobrazení mučených mladogvardějců a jejich popravě, čímž se podle ní oslaboval pozitivní dojem z předchozích hrdinských činů. To se ale nemělo podařit Gerasimovovi napravit ani po přepracování druhé části. Umělecká rada chválí výkon Gurza, I. Makarovové, Rozanova nebo Šagalovové, kritizuje výkon Vladimira Ivanova v jedné z hlavních rolí Olega Koševého. Film už v roce 1948 měl překonat některé slabé stránky Fadějevova románu, kvůli nimž později spisovatel knihu přepracoval.
Ústředí Komsomolu (ÚV VLKSM) po premiéře rozeslalo do regionů pokyn film co nejvíce propagovat. V dopise se píše: „Film je prodchnut vysokou ideovostí, pravdivě zobrazuje roli stranického vedení v boji našeho lidu v době druhé světové války…“
Hudbu k filmu složil Dmitrij Dmitrijevič Šostakovič, který byl právě v roce 1948 kritizován komunistickými estetiky za formalismus, přičemž právě hudba k filmu Mladá garda byla označena za příklad vhodné „realistické a demokratické hudby“.

## Ocenění
Film se stal nejúspěšnějším sovětským filmem roku 1948, vidělo ho bezmála 70 milionů diváků.
Celkem osm herců a režisér bylo za svůj podíl na filmu vyznamenáno Státní stalinskou cenou prvního stupně.